# Ciro (arquitecto)
Ciro fue un arquitecto griego que vivió en Roma.  Murió el año 53 a. C. el mismo día en que fue asesinado Publio Clodio Pulcro. Trabajó como arquitecto para Cicerón, quien lo menciona como autor de trabajos destacados en Ad familiares 7.14, Ad Atticum 2.3, Ad Quintum 2.21 y Pro Milone 17.